# 4 de Octubre
4 de Octubre är en ort i Mexiko. Den ligger i kommunen Escuintla och delstaten Chiapas, i den sydöstra delen av landet, 800 km sydost om huvudstaden Mexico City. 4 de Octubre ligger 333 meter över havet och antalet invånare är 310.
Terrängen runt 4 de Octubre är kuperad åt sydväst, men åt nordost är den bergig. Runt 4 de Octubre är det ganska tätbefolkat, med 111 invånare per kvadratkilometer. Närmaste större samhälle är Escuintla, 13,1 km väster om 4 de Octubre. I omgivningarna runt 4 de Octubre växer i huvudsak städsegrön lövskog.